# Pide (pan plano turco)

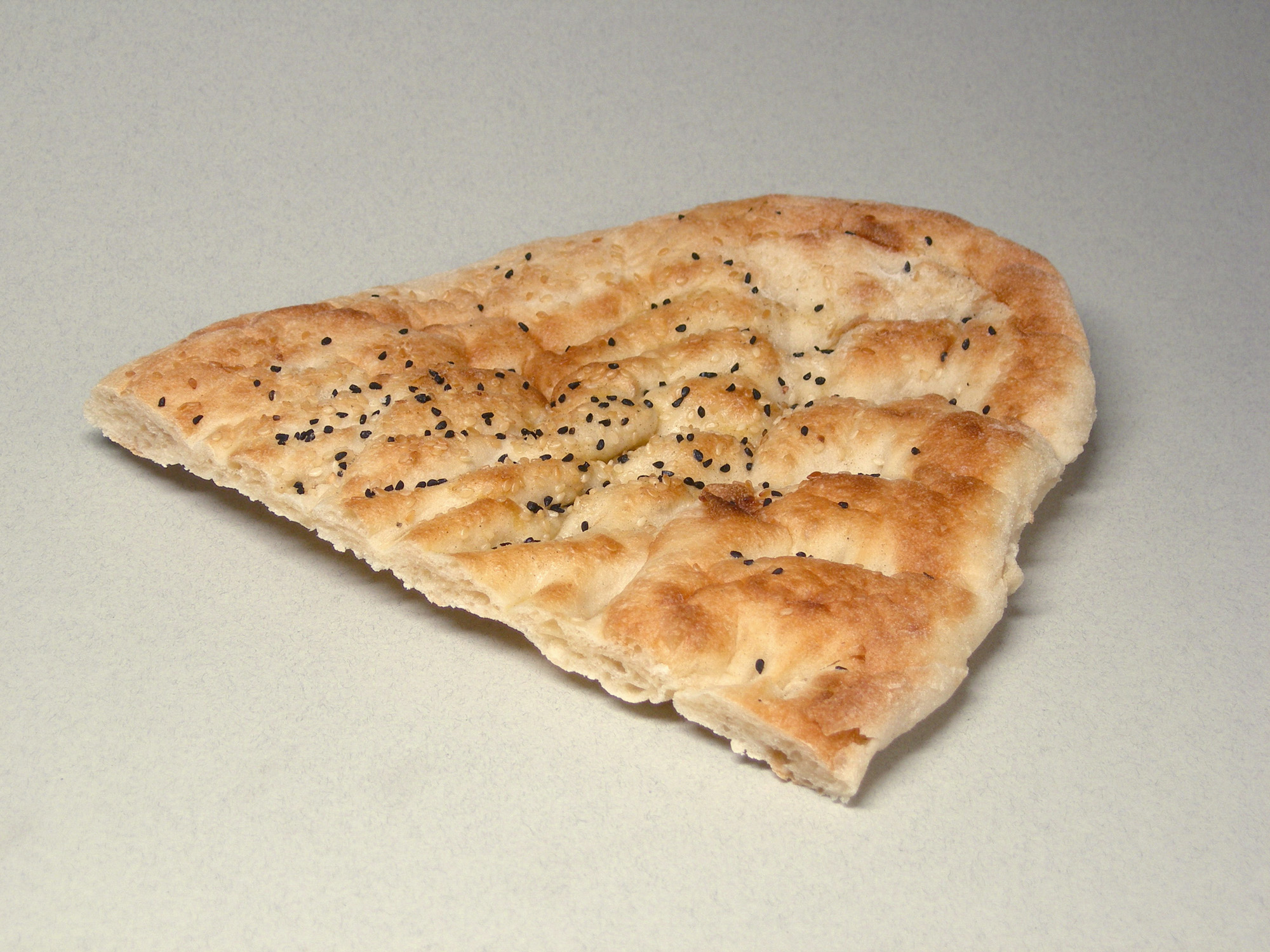
Medio pide ovalado

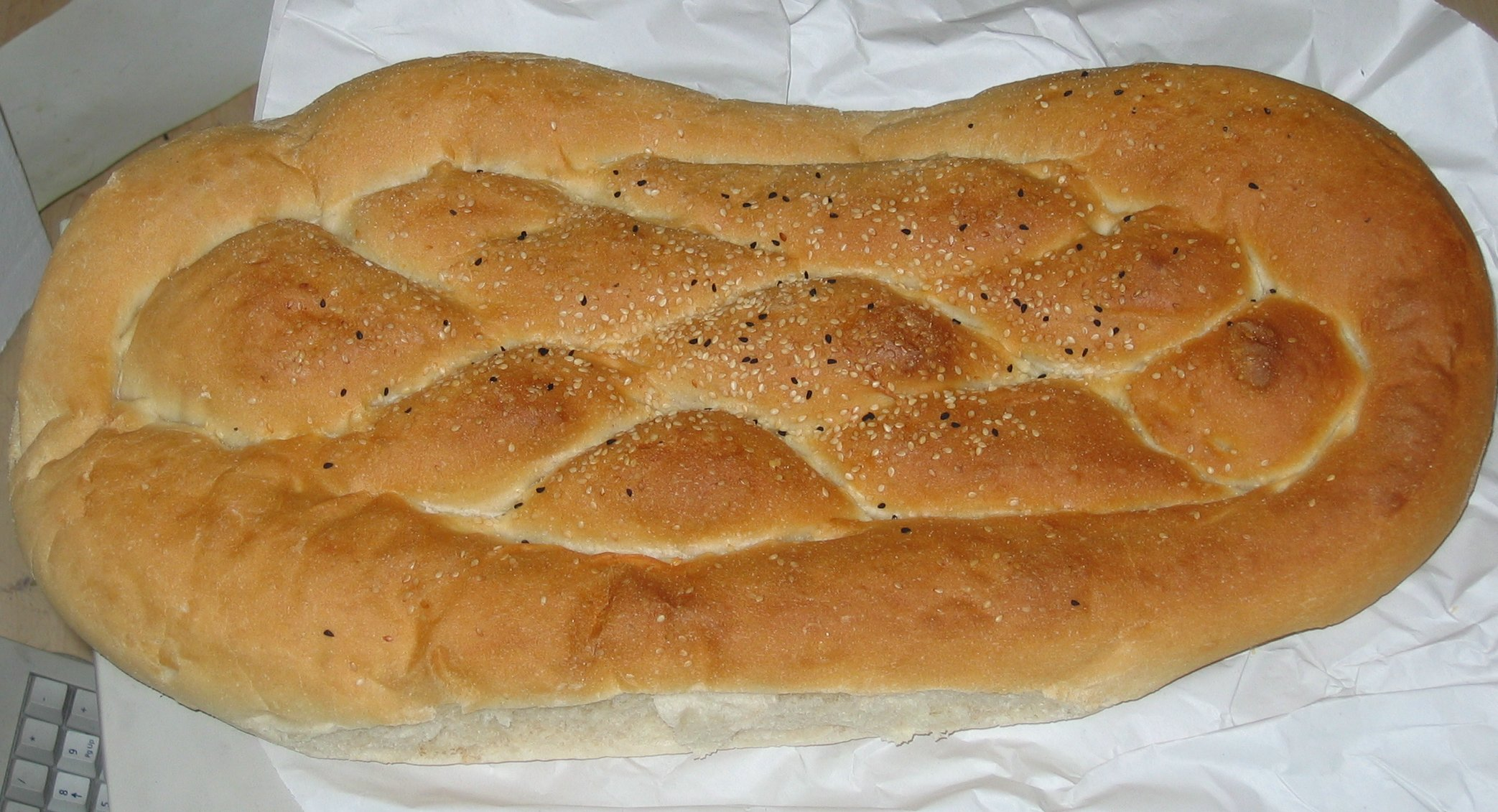
Pide servido en un restaurante turco de Londres.

Pide es un tipo de pan plano típico de la gastronomía de Turquía y de las comunidades turcas fuera del país, así como en algunos de los países aledaños a Turquía.
El pide se consume generalmente junto con döner o los kebabs, por lo tanto fuera de la casa. Sin embargo, durante el mes de ayuno o ramadán es tradición en Turquía acompañar las comidas con pide en vez de los otros tipos de pan. Por ello, y para distinguirlo del "pide (comida)", este pan plano muchas veces se denomina "ramazan pidesi" (pide de ramadán).
El pide habitualmente viene adornado de semillas de sésamo o nigella (y raras veces de semillas de amapola) y se pincela con yema de huevo para colorear su superficie. Es parecido al "pan de pita" pero diferente tanto en su forma como su modo de elaboración. Además, al contrario de otros panes planos turcos, se utiliza levadura en su elaboración.

## Variantes

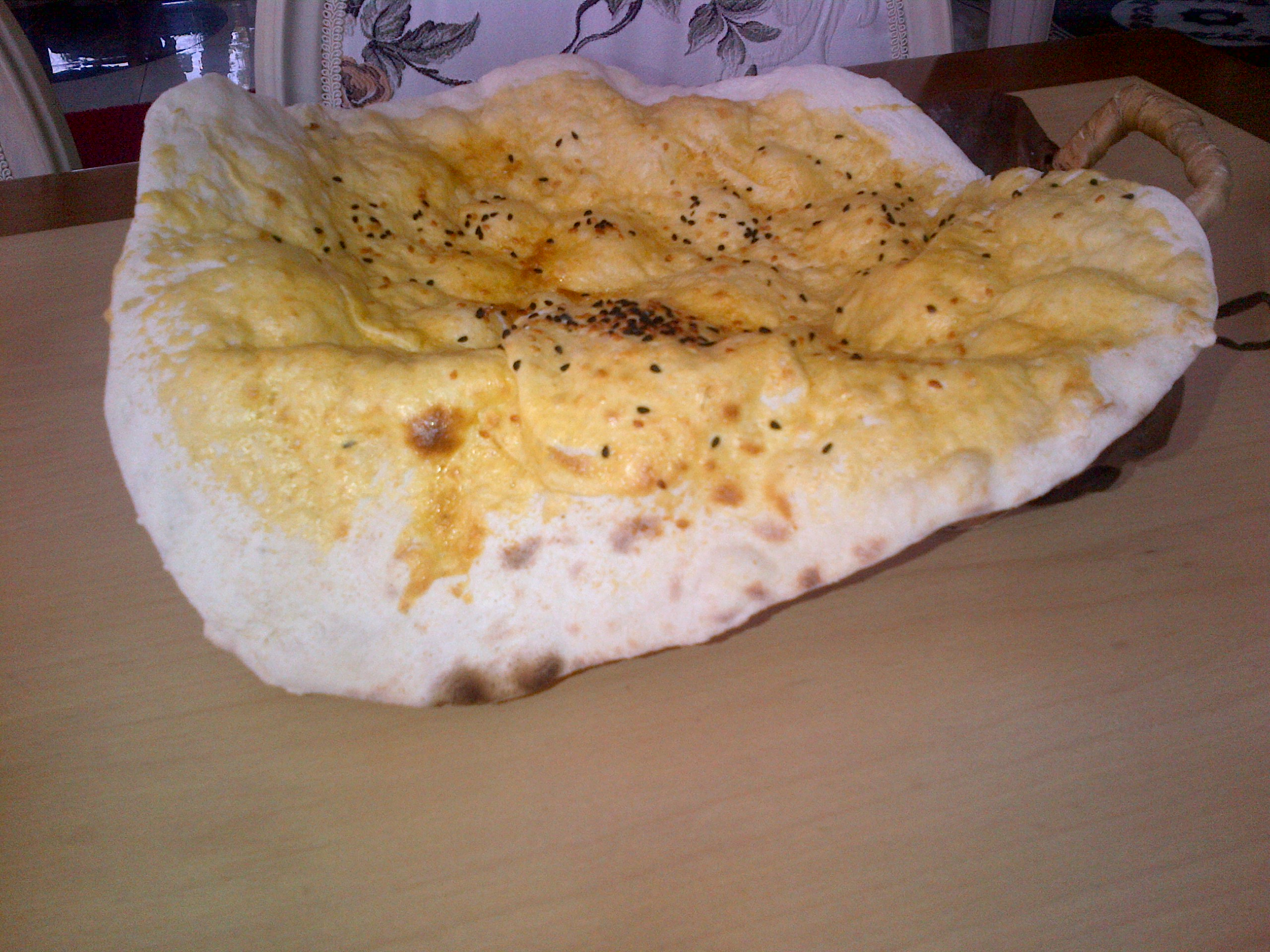
Un "pide" sin levadura (con hueco), a veces llamado "puf", de la cocina turca.

El pide más tradicional es el pide de ramadán. Existen muchas otras variedades, incluso varias sin levadura.